# SKS metaplast

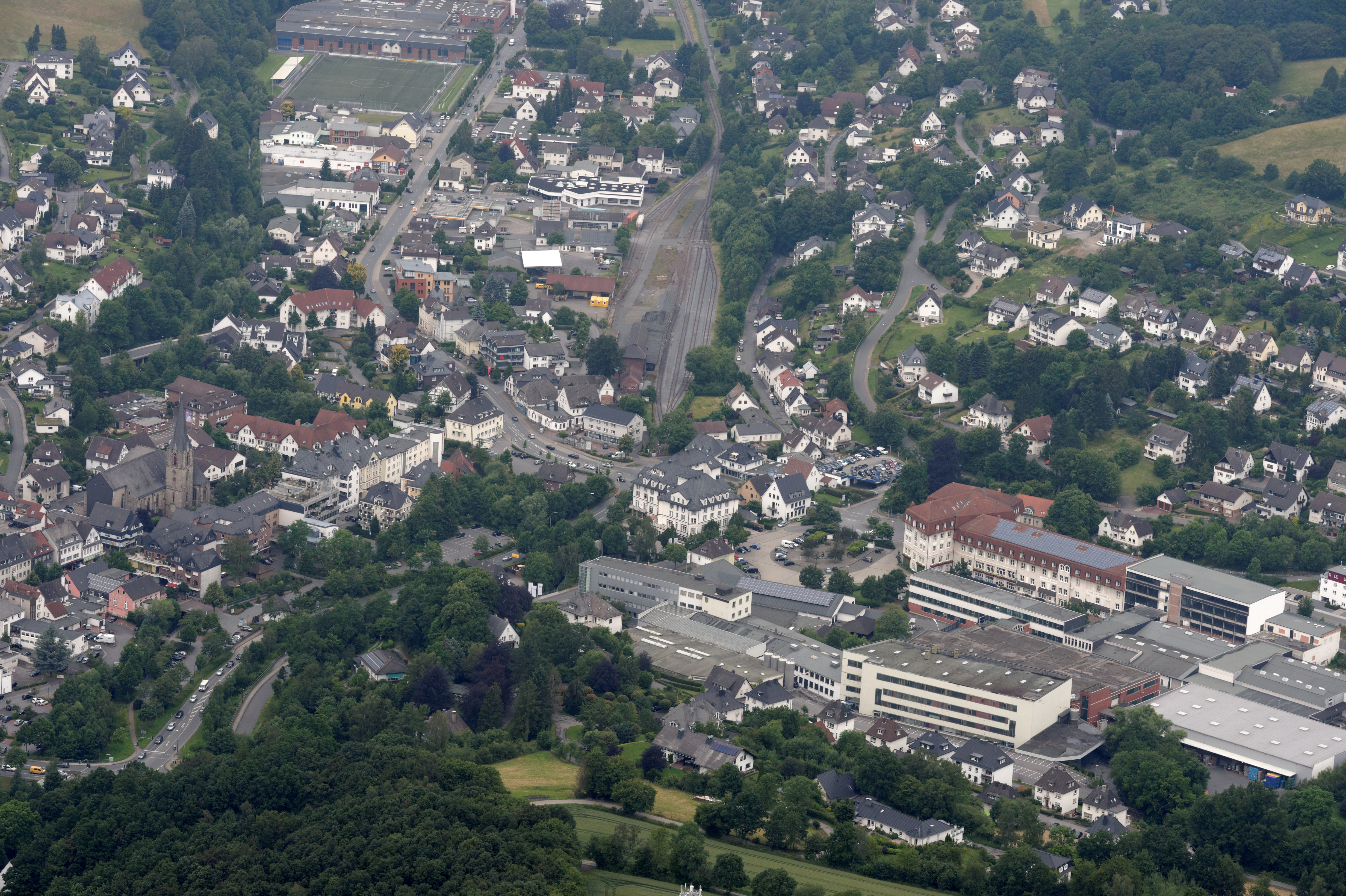
SKS metaplast in Sundern

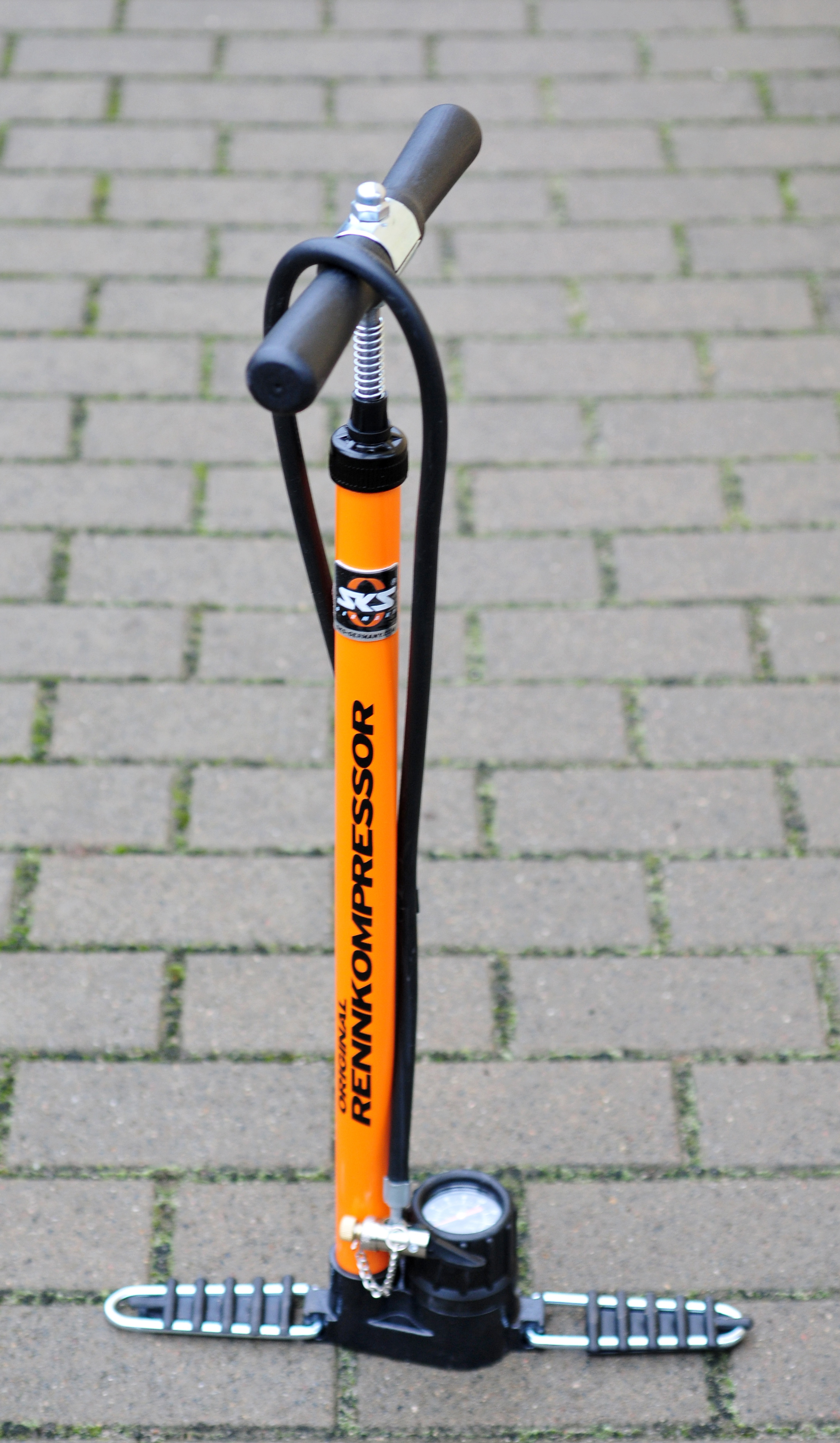
SKS Rennkompressor

Die SKS metaplast Scheffer-Klute GmbH ist ein Hersteller von Luftpumpen, Fahrrad-Schutzblechen und weiterem Fahrradzubehör mit Sitz in Sundern (Sauerland).

## Geschichte
Karl Scheffer-Klute startete 1921 im sauerländischen Sundern mit der Fertigung von Gardinenstangen. Nachdem er das Geschäft an seinen Schwiegersohn Wilhelm Blome übertragen hatte, übernahm dieser 1932 die Luftpumpenfabrik in Sundern. Die Firma stieg in die Fertigung von Metallpumpen ein – Grundlage für die Fertigung des späteren Rennkompressors. Die Serienproduktion startete im Produktionsgebäude an der Hubertushalle. In den 1950er Jahren wurde die Fertigung auf Luftpumpen aus Kunststoff erweitert. 1959 trat Sohn Wilhelm Blome in das Familien-Unternehmen ein. 1983 übernahmen SKS die englische Traditionsmarke Bluemels und begann mit der Produktion von Schutzblechen. Anfang der 1990er Jahre war SKS Marktführer in der Fahrrad-Erstausrüstung und lieferte in bis zu 90 Länder weltweit. Etwa zeitgleich stiegen Willo Blome und sein Geschäftspartner Michael Beste als Geschäftsführer in das Unternehmen ein.
Ab 2003 fertigte SKS Kühlwasserkomponenten und Kupplungen für die Automobilindustrie. Seit 2009 existiert ein Direktvertrieb an den deutschen Fachhandel. Der Firmensitz wurde 2017 durch den Bau einer Lagerhalle erweitert. Mit der Entwicklung der Handyhalterung Compit 2018 begann die Hinwendung zur Digitalisierung. Im Jahr 2021 konnte das Unternehmen sein 100-jähriges Bestehen feiern.

## Unternehmen
An seinen Standorten in Sundern, Menden und Illinois (USA) fertigt und vertreibt SKS metaplast Scheffer-Klute Luftpumpen, Fahrrad-Schutzbleche und weitere Fahrradkomponenten sowie Ansaug- und Ladeluftkomponenten, Lenkmanschettenlager und Kraftstoffkomponenten für die Automobilindustrie. Über das Tochterunternehmen blomus GmbH werden Wohnaccessoires vertrieben.
Zu den bekanntesten Produkten der Firma zählt der seit 1966 unverändert gefertigte SKS Rennkompressor, eine Standpumpe mit Stahlkörper und hoher Bar-Leistung sowie der erste Steckradschutz für Mountainbikes.
SKS gilt als Weltmarktführer von Kunststoff-Radschützern und als ein führender Anbieter von Fahrradzubehör. Das Unternehmen wurde in den Jahren 2011 und 2012 mit mehreren Design- bzw. Innovationspreisen ausgezeichnet.